# クロサタX
クロサタX（クロサタ・エックス）はCROSS FMが放送していたラジオ番組。放送期間は2006年4月1日-2008年9月27日。放送時間は毎週土曜日12:00-18:00。天神岩田屋新館1階にある天神きらめき通りスタジオからの公開生放送。ナビゲーターはスマイリー原島と山本真理子。

## 概要
- キャッチコピーは「サタデー・ベタ生プログラム」（2007年春-）。
  - 番組開始当初-2007年春は「GREAT ADVENTURE RADIO SHOW」。
- 2003年4月にスタートした「CROSS SUPER SATURDAY」がリニューアルして誕生した番組。（後述）
- 番組の内容は「CROSS SUPER SATURDAY」の流れをそのまま組んだものになっており、コーナーのほとんどもタイトルを差し替える形で引き継がれている。
  - 例として、「CROSS SUPER SATURDAY」内で「時報クイズ」→「なぞなぞタイム」→「頭の体操」と引き継がれたクイズやなぞなぞのコーナーは「脳内運動会」にタイトルが変更されている。
- 月に1回くらいのペースで、スタジオ以外の場所から公開生放送を行うことがある。

## ナビゲーター
- スマイリー原島

同局では「CROSS SMILEY FRIDAY」から引き続き担当。
- 山本真理子

以前は同局で「J-STAGE」などの番組を担当して以来、レギュラー番組は5年振りの担当となった。
- レフリー （16:30頃から登場）

福岡市内でバー「バランス」を経営。またコミュニティFMのパーソナリティや情報誌「フクオカナウ」のコーナー担当を務めたこともあり、後述の「SUNSET LIVE」などのイベントでMCを務めている。
- アンディ・マスター （不定期）

SPEEDSTAR MUSICの会社役員。スマイリー原島の先輩でもある。
- ルーシー（不定期、レポーターとしてよく登場する）

## CROSS SUPER SATURDAYからの変遷
この番組の前身番組である「CROSS SUPER SATURDAY」は2003年4月5日、CROSS FM開局10周年を意として編成された10時間番組としてスタートした。
当初の内容は3部構成で、12:00～18:00をスマイリー原島と山本真理子が担当、北九州第1スタジオから放送された。この6時間の中で八木徹がレポーターとして登場、後述のコーナー「TENJIN JOINT」や「FUKUOKA AROUND」、「ホークスタウンヒーローズ」を担当した。18:00～21:00はFM NORTH WAVEとの共同制作番組「TRANS J-NIC online」（ナビゲーターはクリス・ペプラー）を放送、その間に八木徹は北九州スタジオへ移動し、21:00～21:45までの「J'S POWER」を含め、21:00〜22:00を第2スタジオからワンマンDJスタイルで放送した。
翌年2004年4月の番組改編からは12:00〜18:00までが「CROSS SUPER SATURDAY」となり、天神きらめき通りスタジオへ移動、引き続きスマイリー原島と山本真理子が担当した。「J'S POWER」は独立した番組になり、八木徹がレポートを担当したコーナーも終了となった。
この番組のスタート以来、毎年9月の第1土曜日は、糸島市の芥屋海水浴場で行われている野外ライヴイヴェント「SUNSET LIVE」の会場から放送するようになった。これは同ライヴのMCをスマイリー原島が担当していることによるものであり、また同ライヴのスタッフでもあるレフリーやアンディ・マスターもこれがきっかけで2年目以降番組に出演するようになった。
そして番組4年目を迎えた2006年4月、番組のリニューアルを図り、この番組の愛称であったクロサタを取って「クロサタX」へ改題、コーナーの大半がリニューアルされた。そして本来、「CROSS SUPER SATURDAY」で生かされるはずであった、スマイリー原島の持っている音楽情報や人脈をもっと活用できる場として、金曜日の夜に同じスタッフで放送される「クロキン激音団」がスタートすることとなった。

## 主なコーナー
- 脳内運動会（随時）

主になぞなぞを出題するリスナー参加コーナー。週平均2回出題される。2007年10月より「おつむのストレッチ」という意の「つむレッチ」というサブタイトルが付けられた。
- シネマガイド（12:50頃）

毎週公開される、もしくは公開直前の映画を紹介する。映画関係者を迎えて放送することが多い。スポンサーは同局のオフィシャルカードであるクロスクラブカード。
- u don't cry(う・どん・食らい）!!（13:15頃）

うどんをテーマに2008年1月から始まったコーナー。このコーナーでは特に福岡県独特の文化でもあるごぼう天うどんに着目し、県内各地でのごぼう天うどんについての情報を集め、「うどん地図」なるものの作成を目指しているほか、その他の名物うどんの情報をリスナーから募集している。また、このコーナーにはスマイリー原島の同級生であり毎日麺類を食べているという、「麺の達人」でブログ「HENO HENO」の管理人「への」が参加しており、本人も毎月1回の頻度で登場する。
- ゲストコーナー（13:50頃、15:50頃など不定期）

ライヴやプロモーションなどで来福しているアーティストをスタジオに招いて対談する。ゲストが電話で登場することもあるが、ゲストのない週もある。
- ゲッツオンエアー・リターンズ（14:30頃）

各音楽会社のプロモーター2～3名がイントロクイズに挑戦し、先に2問正解すれば30秒のプロモーション時間と、プロモーションされるアーティストの楽曲がその週の番組中2回オンエアされる。尚、敗者にも10秒程度のプロモーション時間と、プロモーションされるアーティストの楽曲がその週の番組中1回だけオンエアされる。また現在はリスナーがイヴェントなどの紹介のために出場することも可能となっている。
前身の「CROSS SUPER SATURDAY」では「ゲッツオンエアー」のタイトルで行われ、一度中断したがその後「ゲッツオンエアー・リターンズ」として復活、それが番組スタート時に「クロサタオンエアバトル」と改名されて引き継がれたものの、参加するプロモーターがコーナータイトルをよく間違えていたため、2006年12月頃からタイトルが戻された。
- プロフェッショナルX （15:00頃）

各業界のプロをゲストに迎えて話を聞くコーナー。
- クロサタ・キャッチアップ（15:30頃、16:50頃など不定期）

インフォマーシャルのコーナー。
- レフリーの赤坂二丁目の夕陽（16:30頃）

2008年1月から始まったコーナー。コーナータイトルはコーナーを担当するレフリーのお気に入りの映画「ALWAYS 三丁目の夕日」に範を取り、「赤坂二丁目」はレフリーが営むバーの住所地にちなむ。毎週1つのテーマに沿ってリスナーから昔なつかしいものやエピソードを募集するコーナー。

### 終了したコーナー

#### CROSS SUPER SATURDAY時代のコーナー
- THIS WEEK （2003年4月〜2004年3月 12:15頃、12:40頃→12:30頃）

スマイリー原島が扮する「おスマ」（おすぎのものまね口調）と「スケ村」（竹村健一のものまね口調）が毎週交互に登場し、毎週の出来事を語る時事放談コーナー。
- TENJIN JOINT （2003年4月〜2003年12月 12:30、12:50、13:30）

八木徹がFREE WAVEの番組「FANTASY BOX」（2003年10月からは「DAYTIME GANG」）に登場、パーソナリティの櫻井まなみとともにサイマル放送を行うコーナー。ちなみに八木自身も以前FREE WAVEでパーソナリティを経験していた。
- 時報クイズ→なぞなぞタイム→頭の体操 （2003年4月〜2004年3月 13:00頃、14:00頃、15:00頃、16:00頃、17:00頃、2004年4月以降は不定時）

1時間毎にクイズを出しリスナーからその回答を募集、正解者の中から抽選で数名にプレゼントを贈るコーナーとしてスタートしたが、なぞなぞ問題が多かったため「なぞなぞタイム」に改称、コーナータイトルのジングルの声を松井伸一が担当した。2003年10月からは「頭の体操」に改題しなぞなぞの出題は14時台と15時台のみとなり、13時台は「あるなしクイズ」、16時台と17時台は毎週出されるお題にたいしてリスナーから川柳を募集する「リスナー川柳」のコーナーとなった。
2004年4月以降は「なぞなぞタイム」が毎週2〜3回出題されるようになったが、時間が定まっておらず、番組の冒頭で出題されて後半に入るまでその正解が発表されないこともしばしばあり、その傾向は現在の「脳内運動会」でも続いている。また番組の後半では「リスナー川柳」が定着し、2006年12月までは毎週リスナーから川柳を募集していた。
- FUKUOKA AROUND（2003年4月〜2004年3月 13:50頃など不定時）

八木徹が福岡市内をレポートするコーナー。2003年秋頃からは14時過ぎに必ず、福岡市内にあったNTT DoCoMoのショールーム「FOMA GATE」から放送していた。
- クロサタ探偵団（2004年4月〜2006年3月 不定時）

リスナーの疑問にリスナーが答えるというコーナー。このコーナーは現在の「クロサタX」でもたまに復活する。
- 「テクまり（てくまく真理子）」（2004年4月〜2006年3月 14:00頃）

山本真理子がその週に気になった話題を取り上げたり、芸能人のインタビューを紹介したりしたコーナー。コーナータイトルは漫画「ひみつのアッコちゃん」に登場する変身の言葉「テクマクマヤコン」にひっかけている。「クロサタX」になってからは「マリコレ・マリコラ」に改題された。

#### クロサタX時代のコーナー
- お出かけ情報〜Let's go out!（13:15頃）

毎週福岡県内で行われるイヴェントを紹介する。
- マリコレ・マリコラ （2006年4月〜2007年3月 14:30頃）

前述の「テクまり」とほぼ同じ内容で、タイトルは「真理子コレクション、真理子のコラム」の略。なぜかコーナーの冒頭でBGMにのせてスマイリー原島がタイトルを歌うのが慣習になっていた。
- ホークスタウンヒーローズ (2003年4月〜2004年3月 16:10-16:20、2004年4月〜2007年3月 16:16-16:26）

ホークスタウン広報営業担当者を迎えて、ホークスタウンのイベント情報を紹介する。「CROSS SUPER SATURDAY」時代は八木徹、「クロサタX」になってからは長谷川ひろし（長谷川弘志）が聞き手を務めた。
- クロサタ川柳アワード （2006年4月〜2006年12月 16:30頃）

CROSS SUPER SATURDAY時代から人気だった川柳のコーナーをリニューアル。毎週出されるお題に対してリスナーから川柳を募集し紹介した。
- ゴーゴー・レフリー　堅い玉一杯～ （17時台）

レフリーによるお悩み相談コーナー。
- 新ことわざ研究所 （16:30頃）

2007年1月から始まった新しいことわざをリスナーから募集するコーナー。このコーナーでは作家の上大岡トメが研究所長を務め、スマイリー原島は所長代理、山本真理子は部長、レフリーは研究所員（当初は「8段の名人」という肩書きだったが、毎週提案する新しいことわざが冴えないため、降格となった）を務め、送られてきたことわざを審査して級段を与えた。2007年12月29日の放送では1年間の集大成として「K-わざグランプリ」（「K-わざ」は「ことわざ」と「K-1グランプリ」の掛け合わせ）を開催、送られたことわざの中から優秀作品を紹介した。

## テーマソング
- 1曲目

What A Wonderful World／Joey Ramone
- エンディング

People Have The Power／パティ・スミス

## エピソードなど
- 「CROSS SUPER SATURDAY」時代を通じて、スマイリー原島は毎年初夏に苗場スキー場にて行われる「FUJI ROCK FESTIVAL」にMCとして参加するため、その週は休演している。最初の年の休演時には角松敏生がそのピンチヒッターを務め、その後も八木徹や深町健二郎などがピンチヒッターを務めた。なお2007年は山本真理子1人で進行した。
- 2005年12月18日には、「CROSS SUPER SATURDAY」主催のライヴイヴェント「クロサタLIVE X'MAS」が福岡市のライヴハウスBEAT STATIONにて行われた。出演者はスカロケッツ、ザ・トラベラーズ、ザ・スリル。またスマイリー原島と深町健二郎がザ・スリルをバックに2曲ほど歌を披露した。